# Château de Nagel
 (septembre 2019).
Le château de Nagel est un château datant du XVIIIe siècle situé sur la commune de Nagel-Séez-Mesnil, aux abords de la forêt de Conches, dans le département de l'Eure.

## Historique
L'actuel château fut construit en 1734 par l'abbé Gabriel de La Lande, à la place d'un ancien château appartenant à sa famille. À la fin du XVIIIe siècle, Nagel appartenait à Jeanne-Antoine-Charlotte-Godefrine de Lalande, épouse de Jacques François de Vigan, baron de Cernières. 
Elle vendit le château en 1810 à Charles-Jean-Baptiste Bioche de L'Isle, fils d'un ancien grand audiencier de France, qui le revendit en 1820 à François-Frédéric de Fontenay. 
Suzanne-Julie David, veuve de Pierre-Jacques Marc, magistrat et notaire royal à Rouen, acquit Nagel en 1826. Mme Marc fit reconstruire la chapelle, restaura le château, remit en état les bâtiments de fermes et fit dessiner le parc par Boquentin, directeur du Jardin public d'Évreux.
Très catholique, elle y recevait régulièrement Mgr de Quélen, Mgr Olivier, Mgr Dupanloup, l'abbé Pététot (restaurateur et supérieur général de l'Oratoire), l'abbé Gaidechen (sauvé de l'échafaud par sa famille), etc.
En 1853, après son décès, sa fille, Anne-Victoire Marc, mariée à Jean-Baptiste-Julien Le Cornier de Cideville, déjà propriétaire du château de Montois, devint également propriétaire du château de Nagel. Leur fils, Pierre-Marie Le Cornier de Cideville, épousa Hélène Marie de Fouler de Relingue, l'une des filles du comte Louis-Édouard Fouler de Relingue ; quant à leur fille, Marie Le Cornier de Cideville, elle épousa Gabriel Parent du Châtelet, fils d'Alexandre Parent du Châtelet. Devenu propriétaire après son mariage, Gabriel fonda une colonie agricole sur les terres de Nagel. Charles-Alexandre Geoffroy de Grandmaison épousa leur fille Marie-Thérèse à Nagel en 1884.
Jusqu'à la fin de la Restauration, Nagel possédait des droits de fief sur la forêt de Conches.

### Sources
- Charles-Alexandre Geoffroy de Grandmaison, Notes sur les seigneuries et le château de Nagel, 1889 (Gallica)